# Ponton
En Ponton (fra latin: ponto, en 'stor flad båd', 'pram') er et luftfyldt flydende legeme, der anvendes til at holde en konstruktion flydende, eksempelvis en bro (pontonbro) eller et søfly.

## Galleri
- Mindre åben katamaran med pontoner
- Pontoner på et mindre søfly.
- En kran kan monteres på en ponton.

En ponton er en flydende platform eller struktur, der typisk anvendes til at understøtte tunge belastninger over vand. Det består normalt af en eller flere sammenkoblede hulrum eller skrog, der er tætte nok til at flyde og bære vægt, mens de er store nok til at skabe opdrift. Pontoner kan fremstilles af forskellige materialer, såsom stål, beton, træ eller plast.
Pontoner har en bred vifte af anvendelser, herunder:
Brobygning: Pontoner bruges ofte til midlertidig eller permanent brobygning. De kan placeres under brodækket og støtte broen over vandløb, floder eller kanaler.
Flydebroer: I militære operationer eller nødsituationer kan flydebroer konstrueres ved hjælp af pontoner. Dette muliggør hurtig krydsning af vandløb og forhindringer.
Platforme: Pontoner bruges som platforme til konstruktion, reparation og vedligeholdelse af broer, kajer og andre vandstrukturer.
Flydende dokker: Pontoner kan danne grundlaget for flydende dokker, der anvendes til vedligeholdelse, reparation og opbevaring af skibe.
Arbejdsstationer: I maritimt byggeri eller offshoreindustrien bruges pontoner som arbejdsstationer til udførelse af opgaver såsom borearbejde, reparation af olieplatforme og kabellægning.
Redningsoperationer: I nødsituationer som oversvømmelser eller naturkatastrofer kan pontoner bruges til at evakuere mennesker eller bringe hjælp og forsyninger til utilgængelige områder.
Flydende boliger: I nogle områder er pontoner også blevet brugt til at opbygge flydende boliger eller huse på vandet.
Pontoner er designet til at være stabile og robuste for at modstå de kræfter, der påvirker dem på vandet. De kan være enten flydende (uden fast forbindelse til bunden) eller semi-flydende (delvis nedsænket i vandet). Konstruktionen afhænger af det tilsigtede formål og de specifikke krav til belastning, stabilitet og miljøforhold.